# Helen Herron Taft
Helen Louise Herron "Nellie" Taft (Cincinnati, 2 de junio de 1861-Washington D. C., 22 de mayo de 1943) fue la esposa del presidente William Howard Taft y primera dama de los Estados Unidos de 1909 a 1913.

## Primeros años
Nacida en Cincinnati, Ohio, Nellie era la cuarta de los once hijos del juez John Williamson Herron (1827–1912), un compañero de clase universitario de Benjamin Harrison y socio legal de Rutherford B. Hayes. Su madre, Harriet Collins Herron (1833–1902), era hija y hermana de congresistas de EE. UU.; el abuelo de Nellie, Ela Collins, y tío, William Collins, eran también miembros del Congreso. Durante su niñez la llamaban Nelli más que Helen; era referida como tal en la familia ya que su única hija fue nombrada Helene. Nellie Herron fue matriculada en la escuela privada para señoritas Nourse School, conocida en Cincinnati como The Nursery, en 1866-1879, y luego tomó clases en la Universidad de Cincinnati. A partir de 1882, ejerció como profesora en varias escuelas diferentes hasta su matrimonio. En 1877, asistió con sus padres a la celebración del vigésimo quinto aniversario de boda del presidente Rutherford B. Hayes y su esposa, y se quedó por una semana en la Casa Blanca.
En 1879, conoció a William Howard Taft durante una fiesta de trineos en Cincinnati; él tenía 22 años, ella 18. La invitó a salir por primera vez en febrero de 1880, pero no empezaron a salir con regularidad hasta 1882. Le propuso matrimonio en abril de 1885, y ella aceptó en mayo.

## Matrimonio
Taft se casó con Nellie el 19 de junio de 1886, en la casa de los padres de la novia en Cincinnati. La boda fue oficiada por el reverendo D.N.A. Hoge de Zanesville, Ohio. El hermano menor de Taft, Horace Taft fue el padrino. La pareja empezó su luna de miel pasando un día en la ciudad de Nueva York y cuatro días en Sea Bright, Nueva Jersey, antes de partir a un viaje de tres meses por Europa.
A su regreso, resolvieron quedarse en Cincinnati. Nellie Taft alentó la carrera política de su marido a pesar de su preferencia a menudo declarada por la judicatura. Aun así, dio la bienvenida a cada paso en su carrera: juez estatal, procurador general de los Estados Unidos, y juez del tribunal del circuito federal. En 1900, Taft acordó hacerse cargo del gobierno civil estadounidense en las Filipinas como gobernador general (1900-1903). Nellie Taft y sus hijos se mudaron a Manila donde intentó reconciliarse con la población local mostrando respeto por la cultura de las Filipinas aprendiendo la lengua, llevando el traje nativo filipino e invitando a filipinos prominentes a eventos sociales. Los viajes posteriores con su marido, quien se convirtió en secretario de guerra en 1904, despertaron su interés en la política mundial y le proporcionaron un círculo de amigos cosmopolita.

## Familia
Los Taft tuvieron dos hijos y una hija. Robert A. Taft (1889–1953) fue político y estadista, Helen Taft Manning (1891–1987) fue educadora, y Charles Phelps Taft II (1897–1983) fue un líder cívico.

## Primera dama de los Estados Unidos

Retrato oficial de la primera dama Helen Taft en la Casa Blanca.

Nellie Taft fue la primera primera dama en participar en el desfile de investidura de su marido, el cual se realizó a pesar del mal tiempo. Empezó a recibir invitados tres tardes a la semana en la "Habitación Roja". A veces, asistía a las reuniones del gabinete con el presidente sin hablar en los temas. Introdujo entretenimiento musical después de las cenas estatales, lo que se convirtió en una tradición de la Casa Blanca. Los Taft asistían a conciertos, ópera, y teatro en Washington D. C.; empezaron otra tradición, la de ofrecer en verano en el West Potomac Park conciertos de la banda United States Marine Band para el público.
En mayo de 1909, a principios del mandato presidencial de su marido, Nellie Taft padeció un ictus, que le afectó el habla y paralizó su brazo y pierna derecha. Asistida por sus cuatro hermanas, continuó sus funciones como anfitriona de la Casa Blanca hasta su recuperación.
El punto álgido de la agenda social durante la administración Taft fue la gala de aniversario de sus bodas de plata el 19 de junio de 1911 para unos 2.000 invitados.
La contribución más duradera de la primera dama fue la plantación de 3.020 cerezos japoneses alrededor de la Cuenca Tidal y en los terrenos del Capitolio; junto a la esposa del embajador japonés, plantaron personalmente los primeros dos plantones en una ceremonia oficial el 27 de marzo de 1912.
La primera dama disfrutó notablemente de la compañía del vicepresidente James S. Sherman y su esposa Carrie; esto alentó una relación laboral más armoniosa entre el presidente y el vicepresidente, quienes antes se habían mostrado en desacuerdo.[cita requerida]
En junio de 1912, asistió a la Convención Nacional Republicana que volvió a nominar a su marido y a la Convención Nacional Democrática que nominó a su oponente Woodrow Wilson. Tomó asiento en primera fila en este último evento para disuadir a los oradores de realizar críticas a su marido. Después de perder las elecciones, los Taft regresaron a Cincinnati, donde William empezó a dar clases de Derecho. Nellie Taft escribió sus memorias, Recollections of Full Years, las cuales publicó en 1914. Durante la Gran Guerra, brindó su apoyo a la Cruz Roja Americana.
Con el nombramiento de Taft al Tribunal Supremo en 1921, Nellie Taft se convirtió en la única mujer en ser la primera dama y la esposa de un juez supremo. Ella reanudó sus actividades sociales después de regresar a Washington D. C.
La Ley seca era un debate político importante en su tiempo. Nellie Taft era una Wet (un oponente del movimiento de Prohibición), en la Casa Blanca con ella como anfitriona a los invitados se les sirvió alcohol. William Howard Taft se opuso a la Prohibición durante su presidencia y gran parte de su tiempo como presidente del Tribunal Supremo, pero personalmente era un abstemio y durante sus últimos años escribió cartas en apoyo a los objetivos de la prohibición.
Nellie Taft fue la primera primera dama en escribir sus memorias, la primera en poseer y conducir un automóvil, la primera en apoyar el sufragio femenino, la primera  en fumar cigarrillos y la primera en presionar con éxito por la seguridad en los eventos oficiales. También fue la primera que acompañó a su esposo en el desfile después de la investidura presidencial.
Nellie Taft quedó viuda a la muerte de su esposo el 8 de marzo de 1930, y continuó viviendo en la ciudad de Washington. Continuó participando socialmente como vicepresidenta honoraria de las Colonial Dames of América y las Girls Scouts of América. Murió en Washington D. C. el 22 de mayo de 1943, y fue enterrada junto al presidente en el Cementerio Nacional de Arlington creando un precedente más tarde utilizado por Jacqueline Kennedy.